# Манселл, Ричард

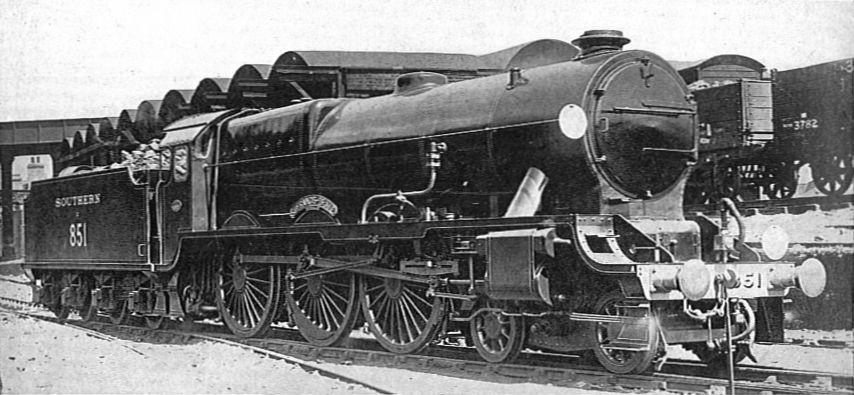
Паровоз SR Lord Nelson class № 851 Sir Francis Drake

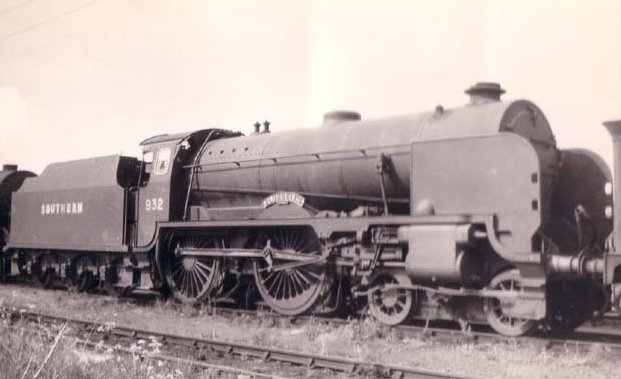
Паровоз типа 4-4-0 серии Schools Class № 932 Blundell's в Истли в 1948 году

Ричард Эдвард Ллойд Манселл (Richard Edward Lloyd Maunsell; 26 мая 1868 — 7 марта 1944 года) — британский конструктор паровозов. С 1913 до 1923 года занимал пост главного механика  South Eastern and Chatham Railway, а затем, после объединения железнодорожных компаний, до 1937 года главного механика Southern Railway.

## Биография
Родился 26 мая 1868 года в Рахени, графство Дублин, Ирландия. Учился в Королевской школе Армы с 1882 по 1886 годы. Окончив Тринити-колледж в Дублине, в 1886 году поступил учеником в Инчикорские мастерские Great Southern and Western Railway (GSWR), где его начальником стал Генри Иватт, завершил обучение в Хорвичских мастерских  Lancashire and Yorkshire Railway. В Хорвиче работал в конструкторском бюро, затем занял должность локомотивного мастера в районе Блэкпул и Флитвуд. В 1894 году был направлен в Индию качестве помощника локомотивного суперинтенданта East India Railway, впоследствии получив должность локомотивного суперинтенданта района Асансол.
Вернулся в Англию в 1896 году, чтобы стать начальником производства в Инчхорских мастерских GSWR. Продвигаясь по карьерной лестнице, в 1911 году стал локомотивным суперинтендантом. 
В 1913 году Мансеоо был выбран в качестве преемника Гарри Уэйнрайта на посту главного механика South Eastern and Chatham Railway. Когда в 1923 году произошла консолидация железных дорог Великобритании, оставил за собой тот же пост во вновь образованной Southern Railway и оставался в должности до ухода в отставку в 1937 году. Его преемником стал Оливер Буллид
В 1918 году произведён в командоры Ордена Британской империи за вклад во время Первой Мировой Войны.

## Паровозы
Среди его многочисленных достижений Ричарда Маунселла — создание и внедрение паровозов типа 2-4-0 серии SR Lord Nelson и типа 2-2-0 серии SR Class V (или Schools Class). Последний стал завершающим и очень успешным представителем британских магистральных пассажирских паровозов типа 2-2-0. Также Манселл внедрил устройства для распыления топлива и новый видов парораспределительного механизма.

## Патенты
- GB191419269 (в соавторстве с Джорджем Виктором Валеном Хатчинсоном), опубликован 26 ноября 1914 года: «Пароперегреватели»[6]
- GB192985 (в соавторстве с Джеймсом Клейтоном), опубликован 15 февраля 1923 года: «Конденсатор для маслёнок конденсационного типа»[7]
- GB202523 (в соавторстве с Джеймсом Клейтоном), опубликован 23 августа 1923 года: «Маслёнка двойной подачи»[8]